# メルスィン県
メルスィン県（メルスィンけん、トルコ語: Mersin ili）はトルコ南部の県。地中海地方の一。海岸線の西部のアンタルヤと東部のアダナにはさまれており、北部は西からカラマン、コンヤ、ニーデと接する。メルスィン大都市自治体とは同一の範囲である。その他の主要都市はタルスス、サント・パウロ、シリフケなどがある。
2002年まではイチェル県（トルコ語: İçel ili）として知られていたが、他の県のように県都の名と整合させるためにメルスィン県に名を変えた。この県は県番号33であるが、元のイチェルがアルファベット順で68県中33番であったためである。

## 地理
この県の87%は山であり中央トロス山脈の一部を占めている。最高地点はボルカー地区のメデツィズである。多くの中央アナトリア地方への交通要所がある。多くの高原と小さな平地が標高700～1500mの間にある。
黒海（ママ）沿岸線には、山から流れた砂がたまってできた広い平地が広がっている。沿岸部トロス平野には最大の肥沃な土地が広がっている。川としてはゴクス川とトロス川があり多くの小河川が湖に流れ込んでいる。多くの海岸線には砂浜が広がっている。
気候は典型的な地中海性気候であり、夏は非常に暑く乾き、冬は温かく雨が多くなる。冬の雨はとても多く、氾濫を引き起こす。山岳部は雪が降るが海岸線には雪は全く降らない。
メルスィン市はトルコで最も活発な地域である。GAP Projectによってこの港に経済活動が発生したため、この市はトルコ地中海岸で最大の港であり、石油精製施設と自由交易区域がある。いくつかの硝子、洗剤、肥料などの工場がメルスィン、アダナ間の道路に沿ってあり、これらの経済活動は付近の町を大学などを持つ近代都市として成長させている。2010年より、県西部ギュルナル（tr:Gülnar）郡ビュユケジェリ（Büyükeceli）町の海沿いに、トルコ初となるアックユ原子力発電所（アククユ、tr:Akkuyu）をロシアの援助によってつくるプロジェクトが進められている。
統計によると、人口の半分は24歳よりも若く、うち68%がメルスィン生まれ。識字率は89%であり、43%の男性と27%の女性が中等学校を卒業している。幼児の死亡率は0.48%と低く、都会人口は2.42%、人口密度はキロ当たり117人程度である。

## 観光
メルスィンは隣県に比べると遺跡や観光拠点に乏しい。しかしながらトルコ内部から観光客が来ている。山岳部には治癒作用があるという天然水の湧く泉がある。夏は海岸は極端に暑く、山も湿気るため、当然観光は絶望的である。

## 歴史
古代この地域はキリキアの一部であり、街を作ったフェニキアかアッシリアの王子にちなんで名づけられた。交易でシリア、メソポタミアから山を越えて中央アナトリア地域に至る道にキリキアの一部であるこの地域がある。
ギリシャの地理学者のストラボンはこの県は「山地のキリキア」と「平地のキリキア」に分けて考え、双方の首都がトロスとメルスィン港であるとしている。
1933年まではメルスィン県とイチェル県（県都はスィリフケ）の2つの県があったが、合併により県名はイチェル県にされ、県都はメルスィンに置かれた。1993年にメルスィン市は大都市自治体に指定された。2002年にイチェル県がメルスィン県に改称した。2004年に大都市自治体の指定範囲は知事室周囲半径30kmまでに拡大した。2012年の行政区画改編により、メルスィン県全域が大都市自治体に指定され現在に至る。

## 下位自治体
- アクデニズ（Akdeniz）
- アナムル（Anamur）
- アイドゥンジュク（Aydıncık）
- ボズヤズ（Bozyazı）
- チャムルヤイラ（Çamlıyayla）
- エルデムリ（Erdemli）
- ギュルナル（Gülnar）
- メズィトリ（Mezitli）
- ムト（Mut）
- スィリフケ（Silifke）
- タルスス（Tarsus）
- トロスラル（Toroslar）
- イェニシェヒル（Yenişehir）